# Philoxenos Yuhanon Dolabani

Mor Philexinos Yuhanon Dolabani (1885-1969) was de Syrisch-orthodoxe metropoliet van Mardin, Turkije en omgeving.
Dolabani werd geboren in 1885. Tegen de wens van zijn ouders in, die voor hem geen kloosterleven in gedachten hadden, trad hij in 1908 toe tot het klooster van Deyr ul-Zafaran.  In 1919 werd hij tot priester gewijd, en vanaf 1920 werd hij aangesteld als leraar in de Syrische en Arabische taal aan de Assyrische school van Adena. Dolabani werd in 1947 tot metropoliet gewijd. 
Dolabani werd beschouwd als een groot geleerde en dichter, met meer dan 70 boeken op zijn naam. Daarnaast vertaalde hij meerdere werken van het Syrisch naar het Arabisch en Turks . Bisschop Dolabani was de eerste die de Syrisch-orthodoxe liturgie in het Turks vertaalde voor Syriërs die naar Istanbul verhuisden, omdat ze het Syrisch niet meer begrepen. Zijn uitgebreide geschriften in het Syrisch omvatten geschiedenissen van de aartsvaders en van de kloosters van het Deyr ul-Zafaran-klooster en Mor Gabriel. Hij drukte zijn boeken in het klooster, evenals het tijdschrift 'al-Hikmat' (Sophia).
Zijn uitgaven omvatten verschillende relevante teksten, waarvan een groot aantal van tot nu toe niet-gepubliceerde auteurs. Onder zijn vertalingen naar het Syrisch bevonden zich onder andere de teksten van Patriarch Aphrem Barsaum over de geschiedenis van de Syrische literatuur, en het toneelstuk 'Theodora' (door Paulose Behanam, 1916-1969). 
Metropoliet Mor Julius Yeshu Cicek woonde drie jaar bij hem in Mardin, en beschouwde hem als een spiritueel en liefhebbend mens. 
Dolabani hechtte grote waarde aan de missie. Na de vervolging van de Armeniërs en Syriërs, Assyriërs en Chaldeeën aan het begin van de 20e eeuw, wijdde hij een groot aantal priesters, monniken en diakens, en stuurde ze naar zeer afgelegen gebieden, om Syriërs en Armenen te dopen die geen geestelijken meer in hun midden hadden. 